# Valdebernardo Park
Valdebernardo Park är en park i Spanien.   Den ligger i provinsen Provincia de Madrid och regionen Madrid, i den centrala delen av landet, i huvudstaden Madrid. Valdebernardo Park ligger 694 meter över havet.
Terrängen runt Valdebernardo Park är huvudsakligen platt. Valdebernardo Park ligger uppe på en höjd. Runt Valdebernardo Park är det mycket tätbefolkat, med 3 022 invånare per kvadratkilometer. Närmaste större samhälle är Madrid, 7,9 km väster om Valdebernardo Park. Omgivningarna runt Valdebernardo Park är i huvudsak ett öppet busklandskap.